# Estany de les Fonts
L'Estany de les Fonts est un lac d'Andorre situé dans la paroisse d'Encamp à une altitude de 2 489 m.

## Toponymie
Estany est un terme omniprésent dans la toponymie andorrane, désignant en catalan un « étang », et dérivant du latin stagnum signifiant « étendue d'eau ».
Fonts est le pluriel de font qui signifie « source » en catalan et provient du latin fons de même sens,. L'estany de les Fonts est donc l' « étang des sources ».

## Géographie

### Topographie et géologie
L'estany de les Fonts occupe une cuvette de surcreusement au sein du cirque glaciaire des Pessons. Il se situe à une altitude de 2 489 m, au pied du Pic dels Pessons (2 864 m).
Comme l'ensemble du cirque des Pessons, le lac se trouve sur la chaîne axiale primaire des Pyrénées. Le socle rocheux y est formé de granite, comme dans tout le Sud-Est de l'Andorre, en raison de la présence du batholite granitique de Mont-Louis-Andorre s'étendant jusqu'en Espagne et couvrant une surface de 600 km2.
| \| Estany de les Fonts \|                                  |                                                                    |
| L'estany de les Fonts sur la carte géologique de l'Andorre | Le cirque des Pessons avec le pic des Pessons au centre de l'image |
| Estany de les Fonts                                        |                                                                    |

### Hydrographie
Sa superficie est de 1,9 ha. Ses eaux rejoignent l'estany del Meligar et font partie du bassin versant de la Valira d'Orient comme l'ensemble du cirque des Pessons.
| \| Estany de les Fonts \|                                                   |                                             |
| L'estany de les Fonts sur la carte des bassins hydrographiques de l'Andorre | La vallée de la Valira d'Orient à Grau Roig |
| Estany de les Fonts                                                         |                                             |

## Randonnée
Le lac est accessible à pied au départ de Grau Roig. Il se situe sur le trajet du GR7 franco-espagnol qui traverse le sud-est du pays sur 40 km, ainsi que sur le trajet du GRP. Ce dernier forme une boucle s'étendant sur environ 120 km au travers de toutes les paroisses andorranes.